# Oopsis albolineata
Oopsis albolineata là một loài bọ cánh cứng trong họ Cerambycidae.